# Сяйля, Айри
Айри Сяйля (фин. Airi Säilä;  29 апреля 1907, Гельсинфорс, Великое княжество Финляндское, Российская империя — 1 августа 1991, Эспоо, Финляндия) — финская танцовщица
, хореограф, балетный педагог. Лауреат высшей государственной награды Финляндии для деятелей искусств Pro Finlandia (1956).
С 1943 по 1965 год работала хореографом при постановке 10 фильмов Финляндии. Кроме того, сама снималась в фильмах 1930—1940-х годов как танцовщица. Исполнила роли в 7 кинолентах.
В 1950 году основала балетную школу, которая позже стала Детским балетом Вантаа.
Муж — Салин, Алф, артист балета, лауреат медали Pro Finlandia (1956).